# Stevens County (Kansas)
Stevens County ist ein County im Bundesstaat Kansas der Vereinigten Staaten. Der Verwaltungssitz (County Seat) ist Hugoton. Das U.S. Census Bureau hat bei der Volkszählung 2020 eine Einwohnerzahl von 5250 ermittelt.
Das County gehört zu den Dry Countys, was bedeutet, dass der Verkauf von Alkohol eingeschränkt oder verboten ist.

## Geographie
Das County liegt fast im äußersten Südwesten von Kansas, grenzt im Süden an Oklahoma, ist im Westen etwa 45 km von Colorado entfernt und hat eine Fläche von 1885 Quadratkilometern ohne nennenswerte Wasserfläche. Es grenzt in Kansas im Uhrzeigersinn an folgende Countys: Grant County, Haskell County, Seward County, Morton County und Stanton County.

## Geschichte
Stevens County wurde am 3. August 1886 gebildet. Benannt wurde es nach dem 1868 verstorbenen US-amerikanischen Staatsmann Thaddeus Stevens.

## Demografische Daten

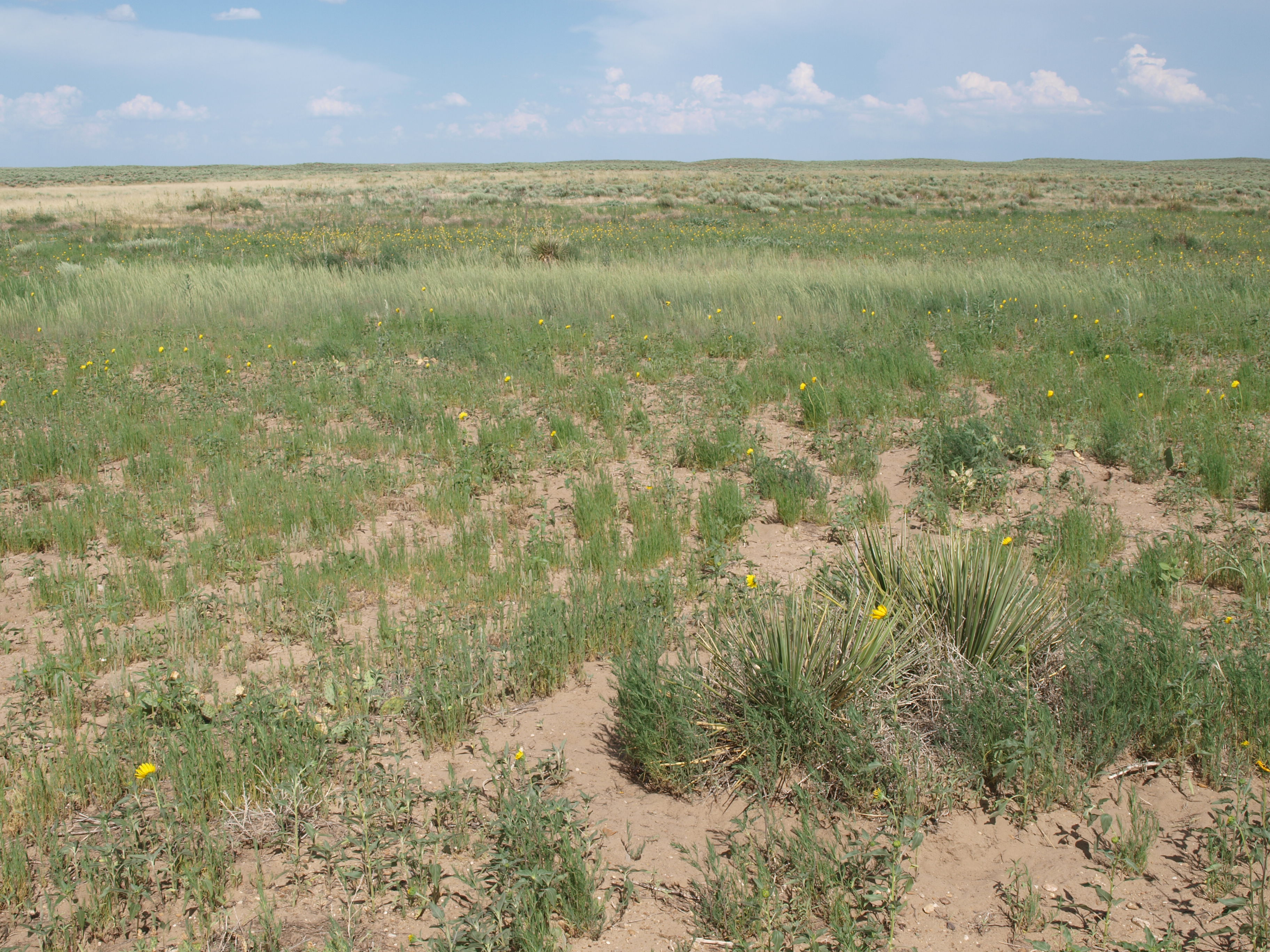
Cimarron National Grassland

Nach der Volkszählung im Jahr 2000 lebten im Stevens County 5463 Menschen in 1988 Haushalten und 1457 Familien im Stevens County. Die Bevölkerungsdichte betrug 3 Einwohner pro Quadratkilometer. Ethnisch betrachtet setzte sich die Bevölkerung zusammen aus 83,01 Prozent Weißen, 0,93 Prozent Afroamerikanern, 0,93 Prozent amerikanischen Ureinwohnern, 0,24 Prozent Asiaten, 0,02 Prozent Bewohnern aus dem pazifischen Inselraum und 13,25 Prozent aus anderen ethnischen Gruppen; 1,61 Prozent stammten von zwei oder mehr Ethnien ab. 21,73 Prozent der Bevölkerung waren spanischer oder lateinamerikanischer Abstammung.
Von den 1988 Haushalten hatten 38,8 Prozent Kinder unter 18 Jahren, die mit ihnen gemeinsam lebten. 63,1 Prozent waren verheiratete, zusammenlebende Paare, 7,1 Prozent waren allein erziehende Mütter und 26,7 Prozent waren keine Familien. 24,3 Prozent aller Haushalte waren Singlehaushalte und in 12,1 Prozent lebten Menschen mit 65 Jahren oder darüber. Die Durchschnittshaushaltsgröße betrug 2,72 und die durchschnittliche Familiengröße betrug 3,27 Personen.
31,2 Prozent der Bevölkerung waren unter 18 Jahre alt. 8,3 Prozent zwischen 18 und 24 Jahre, 27,8 Prozent zwischen 25 und 44 Jahre, 19,4 Prozent zwischen 45 und 64 Jahre und 13,3 Prozent waren 65 Jahre alt oder älter. Das Durchschnittsalter betrug 34 Jahre. Auf 100 weibliche Personen kamen 95,3 männliche Personen. Auf 100 erwachsene Frauen ab 18 Jahren kamen 92,5 Männer.
Das jährliche Durchschnittseinkommen eines Haushalts betrug 41.830 USD, das Durchschnittseinkommen einer Familie betrug 49.063 USD. Männer hatten ein Durchschnittseinkommen von 36.525 USD, Frauen 22.803 USD. Das Prokopfeinkommen betrug 17.814 USD.
8,3 Prozent der Familien und 10,3 Prozent der Bevölkerung lebten unterhalb der Armutsgrenze.

## Orte im County
- Cave
- Hugoton
- Moscow
- Woods

Townships
- Banner Township
- Center Township
- Harmony Township
- Moscow Township
- Voorhees Township
- West Center Township